# Mistrovství světa v alpském lyžování 2021 – superobří slalom mužů
Superobří slalom mužů na Mistrovství světa v alpském lyžování 2021 se konal ve čtvrtek 11. února 2021 jako první mužský závod světového šampionátu v Cortině d'Ampezzo. Původně měl proběhnout již 9. února, ale pořadatelé soutěž odložili pro mlhu v horní části trati. Disciplína odstartovala na nové sjezdovce Vertigine ve 13 hodin místního času. Nastoupilo do ní 55 lyžařů z 24 států.
Obhájcem zlata byl italský lyžař Dominik Paris, který dojel na pátém místě se ztrátou sedmnácti setin sekundy na medaili.

## Medailisté
Mistrem světa se stal 29letý Rakušan Vincent Kriechmayr, který vylepšil druhou pozici z Åre 2019 a poprvé vyhrál závod na vrcholné světové akci. Celkově získal třetí medaili ze světových šampionátů. Ve Světovém poháru ovládl dvě předcházející Super-G během ledna a února 2021, což z něj činilo hlavního favorita závodu. Se startovním číslem 5 nezopakoval chybu prvních tří startujících, kteří se po skoku nevešli do branky a vypadli na stejném místě.
Se ztrátou sedmi setin sekundy skončil na druhém místě 35letý Němec Romed Baumann, pro nějž to byl druhý cenný kov z mistrovstvích světa.
Na bronzové příčce dojel 29letý Francouz Alexis Pinturault, jenž za vítězem zaostal o třicet osm setin sekundy. Připsal si tak první medaili ze superobřího slalomu a celkově pátou ze světových šampionátů. Na stupnich vítězů stál na čtvrtém mistrovství v řadě.

## Výsledky
| P                                                                                         | SČ | lyžař                 | stát            | čas                  | ztráta               |
| ----------------------------------------------------------------------------------------- | -- | --------------------- | --------------- | -------------------- | -------------------- |
| Zlatá medaile                                                                             | 5  | Vincent Kriechmayr    | Rakousko        | 1:19,41              | —                    |
| Stříbrná medaile                                                                          | 20 | Romed Baumann         | Německo         | 1:19,48              | +0,07                |
| Bronzová medaile                                                                          | 10 | Alexis Pinturault     | Francie         | 1:19,79              | +0,38                |
| 4.                                                                                        | 28 | Brodie Seger          | Kanada          | 1:19,83              | +0,42                |
| 5.                                                                                        | 8  | Dominik Paris         | Itálie          | 1:19,96              | +0,55                |
| 6.                                                                                        | 9  | Matthias Mayer        | Rakousko        | 1:20,01              | +0,60                |
| 7.                                                                                        | 26 | Matthieu Bailet       | Francie         | 1:20,13              | +0,72                |
| 8.                                                                                        | 17 | Travis Ganong         | USA             | 1:20,16              | +0,75                |
| 9.                                                                                        | 13 | Andreas Sander        | Německo         | 1:20,29              | +0,88                |
| 10.                                                                                       | 18 | Beat Feuz             | Švýcarsko       | 1:20,34              | +0,93                |
| 11.                                                                                       | 7  | Marco Odermatt        | Švýcarsko       | 1:20,37              | +0,96                |
| 12.                                                                                       | 11 | Kjetil Jansrud        | Norsko          | 1:20,45              | +1,04                |
| 13.                                                                                       | 6  | Emanuele Buzzi        | Itálie          | 1:20,71              | +1,30                |
| 14.                                                                                       | 4  | James Crawford        | Kanada          | 1:20,76              | +1,35                |
| 15.                                                                                       | 31 | Jared Goldberg        | USA             | 1:20,85              | +1,44                |
| 16.                                                                                       | 22 | Simon Jocher          | Německo         | 1:21,04              | +1,63                |
| 17.                                                                                       | 38 | Henrik Røa            | Norsko          | 1:21,15              | +1,74                |
| 18.                                                                                       | 21 | Jeffrey Read          | Kanada          | 1:21,20              | +1,79                |
| 19.                                                                                       | 24 | Matteo Marsaglia      | Itálie          | 1:21,24              | +1,83                |
| 20.                                                                                       | 42 | Jan Zabystřan         | Česko           | 1:21,33              | +1,92                |
| 21.                                                                                       | 19 | Nils Allègre          | Francie         | 1:21,34              | +1,93                |
| 22.                                                                                       | 40 | Albert Ortega         | Španělsko       | 1:21,48              | +2,07                |
| 23.                                                                                       | 15 | Christof Innerhofer   | Itálie          | 1:21,63              | +2,22                |
| 24.                                                                                       | 23 | Boštjan Kline         | Slovinsko       | 1:21,74              | +2,33                |
| 25.                                                                                       | 30 | Martin Čater          | Slovinsko       | 1:21,90              | +2,49                |
| 26.                                                                                       | 41 | Joan Verdú            | Andorra         | 1:21,92              | +2,51                |
| 27.                                                                                       | 33 | Bryce Bennett         | USA             | 1:21,93              | +2,52                |
| 28.                                                                                       | 43 | Willis Feasey         | Nový Zéland     | 1:22,76              | +3,35                |
| 29.                                                                                       | 47 | Barnabás Szőllős      | Izrael          | 1:22,83              | +3,42                |
| 30.                                                                                       | 34 | Marco Pfiffner        | Lichtenštejnsko | 1:23,02              | +3,61                |
| 31.                                                                                       | 46 | Martin Bendík         | Slovensko       | 1:24,85              | +5,44                |
| 32.                                                                                       | 55 | Juhan Luik            | Estonsko        | 1:26,56              | +7,15                |
| 33.                                                                                       | 50 | Elvis Opmanis         | Lotyšsko        | 1:27,45              | +8,04                |
| 34.                                                                                       | 49 | Benjamin Szőllős      | Izrael          | 1:29,06              | +9,65                |
| —                                                                                         | 1  | Christian Walder      | Rakousko        | nedojel do cíle      | nedojel do cíle      |
| —                                                                                         | 2  | Loïc Meillard         | Švýcarsko       | nedojel do cíle      | nedojel do cíle      |
| —                                                                                         | 3  | Mauro Caviezel        | Švýcarsko       | nedojel do cíle      | nedojel do cíle      |
| —                                                                                         | 12 | Mattia Casse          | Itálie          | nedojel do cíle      | nedojel do cíle      |
| —                                                                                         | 14 | Max Franz             | Rakousko        | nedojel do cíle      | nedojel do cíle      |
| —                                                                                         | 16 | Johan Clarey          | Francie         | nedojel do cíle      | nedojel do cíle      |
| —                                                                                         | 25 | Miha Hrobat           | Slovinsko       | nedojel do cíle      | nedojel do cíle      |
| —                                                                                         | 27 | Felix Monsén          | Švédsko         | nedojel do cíle      | nedojel do cíle      |
| —                                                                                         | 29 | Dominik Schwaiger     | Německo         | nedojel do cíle      | nedojel do cíle      |
| —                                                                                         | 32 | Broderick Thompson    | Kanada          | nedojel do cíle      | nedojel do cíle      |
| —                                                                                         | 35 | Olle Sundin           | Švédsko         | nedojel do cíle      | nedojel do cíle      |
| —                                                                                         | 36 | Armand Marchant       | Belgie          | nedojel do cíle      | nedojel do cíle      |
| —                                                                                         | 37 | Nejc Naraločnik       | Slovinsko       | nedojel do cíle      | nedojel do cíle      |
| —                                                                                         | 39 | Mattias Rönngren      | Švédsko         | nedojel do cíle      | nedojel do cíle      |
| —                                                                                         | 45 | Adur Etxezarreta      | Španělsko       | nedojel do cíle      | nedojel do cíle      |
| —                                                                                         | 48 | Arnaud Alessandria    | Monako          | nedojel do cíle      | nedojel do cíle      |
| —                                                                                         | 51 | Marcus Vorre          | Dánsko          | nedojel do cíle      | nedojel do cíle      |
| —                                                                                         | 52 | Ivan Kovbasňuk        | Ukrajina        | nedojel do cíle      | nedojel do cíle      |
| —                                                                                         | 53 | Filip Baláž           | Slovensko       | nedojel do cíle      | nedojel do cíle      |
| —                                                                                         | 54 | Juan Pablo Vallecillo | Argentina       | nedojel do cíle      | nedojel do cíle      |
| —                                                                                         | 56 | Lauris Opmanis        | Lotyšsko        | nedojel do cíle      | nedojel do cíle      |
| —                                                                                         | 44 | Ondřej Berndt         | Česko           | nenastoupil na start | nenastoupil na start |
| Závod odstartoval ve 13.00 hodin (UTC+1). Teplota vzduchu na startu −1 °C a v cíli −4 °C. |    |                       |                 |                      |                      |